# Отфонтен
Отфонтен (фр. Hautefontaine) насеље је и општина у североисточној Француској у региону Пикардија, у департману Оаза која припада префектури Компјењ.
По подацима из 2011. године у општини је живело 271 становника, а густина насељености је износила 48,65 становника/km². Општина се простире на површини од 5,57 km². Налази се на средњој надморској висини од 85 метара (максималној 152 m, а минималној 58 m).

## Демографија
| 1962. | 1968. | 1975. | 1982. | 1990. | 1999. | 2011. |
| ----- | ----- | ----- | ----- | ----- | ----- | ----- |
| 259   | 264   | 214   | 225   | 251   | 254   | 271   |

График промене броја становника у току последњих година